# Leopoldowo
Leopoldowo is een plaats in het Poolse district  Łomżyński, woiwodschap Podlachië. De plaats maakt deel uit van de gemeente Miastkowo en telt 120 inwoners. Het ligt tussen Ostroleka en Lomza in.